# 盧卡斯 (伊利諾伊州)
盧卡斯（英語：Lucas）是位於美國伊利諾伊州洛根縣的一個非建制地區。該地的面積和人口皆未知。

## 地理
盧卡斯的座標為40°18′24″N 89°22′03″W / 40.30667°N 89.36750°W，而該地的平均海拔高度為208米（即682英尺）。